# Dágaris
Dágaris (em grego: Δάγαρις) foi um oficial bizantino do século VI, ativo no reinado do imperador Justiniano (r. 527–565). Apareceu pela primeira vez em 530 quando, servindo como doríforo do mestre dos soldados na presença de Sitas ou mestre dos soldados da Armênia Doroteu, foi enviado para espiar um exército sassânida estacionado próximo de Teodosiópolis. Foi capturado pelos hunos sabires que eram aliados da Pérsia e ficou em controle deles até a promulgação da Paz Eterna de 532, quando foi trocado por um persa capturado. Subsequentemente venceu muitas vitórias contra hunos que invadiram o Império Bizantino, embora não se saiba onde. Os autores da Prosopografia do Império Romano Tardio sugerem que tenha sido nos Bálcãs em vez de no Oriente.